# 明天一起去樂園
《明天一起去樂園》（英語：Game），2016年台灣偶像劇。由張翰、林利霏、溫吉興、朱家儀、巫宗翰、安唯綾、林昀希、嚴浩、陳家逵、李至元領銜主演。2016年4月25日開鏡，同年8月13日殺青。客家電視台於12月12日晚上8點播出。

## 播出時間

### 首播
| 頻道       | 所在地 | 播映日期       | 播出時間                   |
| ---------- | ------ | -------------- | -------------------------- |
| 客家電視台 | 臺灣   | 2016年12月12日 | 每週一至週四 20:00 - 20:50 |

### 重播
| 頻道       | 所在地 | 播映日期       | 播出時間                   |
| ---------- | ------ | -------------- | -------------------------- |
| 客家電視台 | 臺灣   | 2016年12月13日 | 每週二至週五 00:00 - 01:00 |
| 客家電視台 | 臺灣   | 2016年12月13日 | 每週二至週五 05:00 - 06:00 |
| 客家電視台 | 臺灣   | 2016年12月13日 | 每週二至週五 13:30 - 14:25 |

## 劇情簡介
一場綁架案，牽扯出三個家庭各自的秘密。
Oscar的父親Matt是一位醫術高明的外科主任，母親Winnie則是行事冷酷、手腕俐落的公關女王。但這個外人看似美滿的家庭卻隱藏著危機，父母兩人的事業心都很強，經常互相指責對方沒有盡到照顧孩子的責任，而Matt又身陷家屬指控醫療疏失的糾紛中……
三個被綁小孩中唯一的女生小愷，在溫柔嫻淑的母親薰琪調教下彈得一手好鋼琴，而父親政雄則是知名的補教名師。但事實上，這個家庭卻還有一名成員，一個在他們心裡揮之不去的影子……
子靖與妹妹子玲、母親莉雯相依為命，家庭清寒，綁匪目標應非子靖，只是湊巧。就在眾人為綁架案慌亂之際，因好賭棄家庭不顧的父親志良突然現身……
在警官桔醬的抽絲剝繭下，終於鎖定了主嫌龍木，但案情卻更顯撲朔迷離。而平面攝影記者鈞凱與女友曉真，他們又與綁架案有什麼關係？

## 演員列表

### 主要演員
| 演員   | 角色             | 介紹 | 登場集數         |
| 張翰   | 楊書諒（Matt）   | 38歲的外科主治醫師，也是醫院院長之子。Oscar的父親，是位醫術高明的外科主任。 外型平庸，老實敦厚，是朋友眼中的好好先生，病患心中的完美醫師。然而面對妻子Winnie時，卻經常把自卑、壓抑的情緒宣洩在Winnie身上，導致夫妻關係緊張。Matt與Winnie之間自卑和自傲的角力也演變成一種無形的暴力。                                    | 全劇             |
| 林利霏 | 徐婉婷（Winnie） | 37歲公關公司副總，Oscar的母親，Matt的妻子。是位手腕俐落的公關女王。 在Winnie一心想衝刺事業的年紀，Oscar的降臨對Winnie來說並非禮物，反而是一種阻礙。不時可以發現Winnie藏不住憎惡、不耐的心情。Winnie對兒子的疏離，也漸漸影響了她和Matt的婚姻。                                                                           | 全劇             |
| 杜以謙 | 楊祐立（Oscar）  | 小學五年級，Matt、Winnie的兒子，是個天賦資優的孩子。 傅子、小愷的同班同學。Oscar是乖巧的好學生，個性單純，沒什麼心機，最愛的人就是媽媽了。但因被Winnie在眾人面前打一巴掌後，便再也無法開口說話。 | 全劇             |
| 溫吉興 | 呂政雄           | 47歲的補教名師、教育出版企業家。小愷的父親。 政雄與妻子薰琪曾有一女小樂，但意外死亡。小樂的死，薰琪責怪是因政雄名聲地位，讓小樂在校遭異樣對待。當第二個女兒出生後，兩人的悲痛雖然有了療癒的出口，但糟糕的夫妻關係卻無從補救。政雄開始藉由拓展自己的出版事業，逃避薰琪。經常找機會出國，並開始在外面養過一個又一個女人。 | 1-3, 5-11, 13-20 |
| 朱家儀 | 陳薰琪           | 45歲的鋼琴老師兼家庭主婦，政雄的妻子、小愷的母親。 是位溫柔嫻淑、氣質出眾的母親。個性溫柔體貼，脾氣很好，舉手投足都相當優雅。所有人都以為薰琪的喪女之痛，已被次女小愷所彌補。但在薰琪心裡恨那場意外，恨這段婚姻，更恨政雄。                                                                                             | 全劇             |
| 邱榆琁 | 呂愷靜（小愷）   | 小學五年級，呂政雄、陳薰琪的女兒，是個乖巧可人的孩子。 Oscar、傅子的同班同學。有點早熟，思考及表達能力也較同齡的小孩好，是相當引人注目的女孩子。小愷很清楚自己的出生，是因為姊姊的去世。可惜，無論小愷怎麼做，爸爸總是缺席，而媽媽也老像有心事一般，從不專注在小愷身上。小愷始終比不上父母心目中的那個姊姊，小樂。      | 全劇             |
| 巫宗翰 | 傅志良           | 32歲，自由業，莉雯的丈夫，子靖、子玲的父親，因好賭而棄家庭不顧……。 外型俊秀帥氣，說起話來大方風趣。綁架案後，志良回到家中，喜歡帶著傅子到處閒逛玩耍。因此給了傅子一種擁有父愛的錯覺。 | 2-4, 6-11, 13-19 |
| 安唯綾 | 郭莉雯           | 30歲的餐廳二廚，子靖、子玲的母親，與子靖、子玲兩人相依為命。 外在形象獨立堅強，但內心其實潛藏著對自我認同的焦慮不安，莉雯的心裡總期待有個Ｍr.right能滿足莉雯對愛的需求與幻想。傅志良再次出現，改變他們整個家庭的關係。而Matt一次不經意的介入，也種下了莉雯與Matt的曖昧因子。                                            | 1-4, 6-20        |
| 鍾秉豫 | 傅子靖（傅子）   | 小學五年級，傅志良、郭莉雯的長子。 Oscar、小愷的同班同學。個性活潑喜歡說話，也好動好玩。傅子心裡覺得，媽媽的愛就給妹妹吧，自己當個孤單的遊俠，等待爸爸來接他愛他就好。 | 全劇             |
| 葛璦   | 傅子玲（叮鈴）   | 傅志良、郭莉雯的女兒。 | 1-4, 6-15, 18-19 |

### 其他演員
| 演員   | 角色           | 介紹 | 登場集數              |
| 李柔蓁 | 呂樂宣（小樂） | 呂政雄、陳薰琪的大女兒，因墜樓意外身亡。 | 1, 5, 11, 13, 19      |
| 林昀希 | 楊曉真         | 32歲，美術老師。 楊書諒的妹妹，楊祐立的姑姑，吳鈞凱的女友。有著鄰家女孩的可愛外型，個性瀟灑、聰明且非常率直。喜歡新鮮的事物，喜歡交朋友，更喜歡小孩。曉真後來被鈞凱纏上，兩人更聯手查出了烏龍綁架案背後的祕密。           | 5-15, 17-19           |
| 嚴浩   | 吳鈞凱         | 35歲，週刊平面攝影記者，Winnie的大學時代男友。 外型粗獷不修邊幅，但個性卻有相當細膩且溫暖的一面。當Oscar疑似被綁架後，Winnie向警方求助無門，便轉而要求鈞凱動用媒體力量幫Winnie。                                          | 1-3, 5-12, 15, 17     |
| 陳家逵 | 羅吉星（桔醬） | 35歲，警察大隊刑事組組長。 酷愛桔醬，隨身攜帶的小罐桔醬、餐餐都要搭桔醬，因此也得到「桔醬」這個暱稱。完美女神郭雪芙的忠實粉絲，追星追到擔任後援會會長，手機鈴聲也是雪芙的歌聲。                                           | 1-6, 10-12, 15-20     |
| 李至元 | 黃龍木         | 22歲的無業隱蔽青年，小樂的國小同班同學。 孩童綁架案的嫌疑犯。外表蒼白瘦弱、不修邊幅，雙眼透露出憂鬱陰沉氣息。當龍木在網路上再次看見小樂的帳號時，簡直不敢置信。龍木再次燃起人生的希望。龍木想完成一起「前往樂園」的承諾。 | 1-3, 10-11, 13-20     |
| 廖柏翔 | 小龍木         | 小時後的黃龍木，呂樂宣的朋友。 | 4-5, 11, 19           |
| 王旻瑛 | 阿B            | 警員 | 1-5, 11, 15-16, 18-20 |
| 王心嫚 | CoCo           | 政雄補習班的秘書。 | 2, 5-9, 11, 13-16     |

### 客串演員
| 演員   | 角色         | 介紹                                                                             | 登場集數              |
| 謝國玄 | 警察局長     | 羅吉星、阿B的上司。                                                              | 1, 5, 17              |
| 陳致遠 | 梁先生       | 政雄補習班的金主，想在馬來西亞拓點開設補習班，並希望小愷能擔任海外拓點的代言人。 | 13, 15                |
| 林育輝 | 蕭醫師       | 崇新醫院蕭志鴻醫師，楊書諒的同事。                                               | 2, 5, 7, 14, 18       |
| 魏文良 | 校長         | 小學校長                                                                         | 2-4, 8                |
| 黃佳婈 | 王老師       | 小學老師，Oscar、小愷、傅子的班導師。                                            | 1-4, 6-8              |
| 黃進楠 | 教務主任     | 李主任                                                                           | 1, 4                  |
| 倪振耀 | 田老師       | 小學老師，Oscar、小愷、傅子的新班導師。                                          | 9-10, 13-14, 16 ,18   |
| 劉怡聲 | 女老師       | 教過呂樂宣的老師                                                                 | 11                    |
| 胡詠淳 | 英英         | 小愷、傅子、Oscar的同學。                                                        | 3, 5, 9-10, 13, 17-18 |
| 潘稚融 | 阿怪         | 小愷、傅子、Oscar的同學。                                                        | 5, 9-10, 13, 17-18    |
| 柯柏宇 | 叔昭（薯條） | 小愷、傅子、Oscar的同學。                                                        | 3, 5, 9-10, 13, 17-18 |
| 方志明 | 薯條爸爸     | 薯條的父親，傅志良的客戶。                                                       | 9-10, 12              |
| 何曼寧 | 便當店老闆娘 | 郭莉雯工作地方的老闆娘                                                           | 2, 4, 6-8, 13-14      |
| 王一休 | 小張         | 郭莉雯工作地方的便當店師傅                                                       | 4, 6-7                |
| 邱緯正 | 總經理       | 公關公司總經理，Winnie的上司。                                                   | 4, 6                  |
| 宮瑞君 | Tiffany      | 公關公司副總，Winnie的同事。                                                     | 4-6                   |
| 林心羽 | Jessica      | 公關公司員工，Winnie的下屬。                                                     | 1-6                   |
| 曾苡晴 | 女公關       | 崇新醫院的公關                                                                   | 4                     |
| 鄭宇庭 | Amy          | 新聞記者                                                                         | 1                     |
| 博文娟 | 謝媽         | 參加愛媽會議的家長，傅志良的客戶。                                               | 8-10, 12-13, 15-18    |
| 王青鳳 | 曾媽         | 參加愛媽會議的家長，傅志良的客戶。                                               | 8-10, 12-13, 15-18    |
| 盧心義 | 抗議家屬     | 抗議崇新醫院並打了楊書諒一拳的家屬。                                             | 1                     |
| 徐紫淇 | 諮商師       | Oscar的諮商師                                                                    | 6, 10-11, 13-14, 17   |
| 江少儀 | 諮商師       | Winnie的諮商師                                                                   | 18                    |
| 圓圓   | 節目主持人   | 頭條限時批節目的主持人                                                           | 4, 7                  |
| 宋菁玲 | 新聞主播     | 楊書諒在警局的電視前看到的客語新聞主播                                           | 1-2, 16               |
| 邱子瑍 | 雷夢         | 警員                                                                             | 1                     |
| 邵委均 | 鋼琴家教學生 | 陳薰琪的家教學生                                                                 | 1                     |

## 電視劇歌曲
| 曲別   | 歌名     | 演唱者         | 作詞           | 作曲           |
| 片頭曲 | 把燈關上 | 吉那罐子楊淑喻 | 吉那罐子楊淑喻 | 吉那罐子楊淑喻 |
| 片尾曲 | 天光     | 吉那罐子楊淑喻 | 吉那罐子楊淑喻 | 吉那罐子楊淑喻 |

## 製作團隊
- 導演：李權峰
- 編劇：溫慧明、彭怡菁
- 製作人：陳美珊
- 攝影師：杜建宏
- 製作公司：巨宸製作有限公司
- 協拍單位：台北市電影委員會、新北市協助影視拍攝與發展中心[4][5]

## 取景
- 板橋區警察宿舍
- 板橋區江翠派出所

## 獎項及提名
| 年度 | 大獎         | 獎項             | 入圍者         | 結果 |
| ---- | ------------ | ---------------- | -------------- | ---- |
| 2017 | 第52屆金鐘獎 | 戲劇節目獎       | 不適用         | 提名 |
| 2017 | 第52屆金鐘獎 | 戲劇節目女配角獎 | 安唯綾         | 提名 |
| 2017 | 第52屆金鐘獎 | 戲劇節目編劇獎   | 彭怡菁、溫慧明 | 提名 |

## 外部連結
- 明天一起去樂園的Facebook專頁

| 臺灣 客家電視台 每週一至週四 20:00 - 20:50 | 臺灣 客家電視台 每週一至週四 20:00 - 20:50       | 臺灣 客家電視台 每週一至週四 20:00 - 20:50 |
| ------------------------------------------ | ------------------------------------------------ | ------------------------------------------ |
|                                            | 明天一起去樂園 （2016年12月12日－2017年1月12日） |                                            |
| 長假 （2016年11月21日－2016年12月7日）     | 十里桂花香（重播）                               |                                            |